# L'Office de la Sainte Vierge
Ne doit pas être confondu avec Petit office de la Sainte Vierge.
L'Office de la Sainte Vierge est un recueil ou manuel de dévotions, en vers et en prose, de Tristan L'Hermite publié en 1646.

## Présentation

### Contexte
Les manuels de dévotion étaient « en grand honneur depuis que Louis XIII avait consacré son royaume à la Vierge le 10 février 1638 ».

### Texte
L'Office de la Sainte Vierge « renferme 24 pièces en stances (environ 231 stances), 6 sonnets, 15 dixains, 4 huitains, 25 sixains, etc., soit environ 1 850 vers ».

### Publication
L'Office de la Sainte Vierge est publié le 22 décembre 1646. Le 15 janvier suivant, Tristan L'Hermite présente et offre son recueil à la reine Anne d'Autriche, qui lui fait « bon accueil ». Frédéric Lachèvre s'interroge sur la réception de l'ouvrage : « ce "bon accueil" s'est-il traduit en espèces sonnantes et trébuchantes comme il l'espérait ? On ne sait. En tous cas, le succès de l'Office de la Sainte Vierge dans la noblesse et la haute bourgeoisie répondit mal à ses espérances ».
En 1653, les exemplaires invendus sont remis en vente sous le titre Les Heures dédiées à la Sainte Vierge, et « cette nouvelle présentation est si bien accueillie que [le libraire] Jean-Baptiste Loyson demande et obtient le 17 septembre 1655 le renouvellement, à son nom, du privilège accordé à Tristan. Il en use, mais le pauvre poète ne devait pas ressentir la joie de voir se lever l'aurore de cette seconde édition : il était décédé le 7 septembre 1655, dix jours auparavant ». Trois nouvelles éditions se succèdent ainsi « en 1653, 1656 et 1664, sous le titre d'Heures de la Vierge ».

## Postérité

### Éditions nouvelles
En 1909, Adolphe van Bever reprend trois poèmes de L'Office de la Sainte Vierge dans la collection « Les plus belles pages » pour le Mercure de France. En 1960, Amédée Carriat en retient quatre poèmes, dans son Choix de pages de toute l'œuvre en vers et en prose de Tristan.
Le poème Pour le premier jour de l'an est présent dans l'Anthologie de la poésie française publiée dans la Bibliothèque de la Pléiade.

### Éditions modernes

#### Œuvres complètes
- Jean-Pierre Chauveau et al., Tristan L'Hermite, Œuvres complètes (tome III) : Poésie II, Paris, Honoré Champion, coll. « Sources classiques » (no 42), 2002, 736 p. (ISBN 978-2-745-30607-4)

#### Anthologies
- Amédée Carriat (présentation et annotations), Tristan L'Hermite : Choix de pages, Limoges, Éditions Rougerie, 1960, 264 p.
- Jean-Pierre Chauveau, Gérard Gros et Daniel Ménager, Anthologie de la poésie française : Moyen Âge, XVIe siècle, XVIIe siècle, Paris, Gallimard, coll. « La Pléiade » (no 466), 2000, 1586 p. (ISBN 2-07-011384-1)
- Adolphe van Bever (notice et appendices), Tristan L'Hermite, Paris, Mercure de France, coll. « Les plus belles pages », 1909, 320 p. (lire en ligne)

### Ouvrages cités
- Antoine Adam, Histoire de la littérature française au XVIIe siècle — Tome II : L'époque de Pascal, l'apogée du siècle, Paris, Éditions Albin Michel, 1997 (1re éd. 1956), 845 p. (ISBN 2-226-08922-5)
- Napoléon-Maurice Bernardin, Un Précurseur de Racine : Tristan L'Hermite, sieur du Solier (1601-1655), sa famille, sa vie, ses œuvres, Paris, Alphonse Picard, 1895, XI-632 p.
- Amédée Carriat, Tristan, ou L'éloge d'un poète, Limoges, Éditions Rougerie, 1955, 146 p.
- Doris Guillumette, La libre pensée dans l'œuvre de Tristan L'Hermite, Paris, Nizet, 1972, 205 p.
- Frédéric Lachèvre, Tristan L'Hermite, sieur du Solier, poète chrétien et catholique : Une réparation posthume due au « précurseur de Racine », Paris, Librairie historique Margraff, 1941, 90 p. (lire en ligne)